# Wesley Disney
Wesley Ernest Disney (Richland, 31 ottobre 1883 – Washington, 26 marzo 1961) è stato un politico e avvocato statunitense.

## Biografia
Disney nacque nella cittadina di Richland, in Kansas. Si laureò all'Università del Kansas in legge nel 1906. Fu ammesso all'attività forense in Kansas nel 1906, e due anni dopo in Oklahoma. Cominciò in quello stesso anno la pratica a Muskogee. Fu il county attourney della Contea di Muskogee tra il 1911 ed il 1915.
Fu eletto alla Camera dei rappresentanti dell'Oklahoma tra il 1919 ed il 1924, ed in quel periodo ricoprì il ruolo di pubblico ministero nella corte che nel 1923 giudicò l'impeachment nei confronti del governatore Jack C. Walton.
Nel 1931 fu eletto nelle file dei democratici alla Camera dei Rappresentanti, e mantenne il seggio fino alle elezioni del 1944, quando rinunciò a candidarsi alla Camera per un posto al Senato che tuttavia non riuscì a conquistare. Tornò allora alla sua professione di avvocato tra Washington e Tulsa, fino alla morte avvenuta a Washington il 26 marzo 1961. Fu sepolto al Memorial Park Cemetery di Tulsa.